# Arsácio da Galácia
Arsácio (em latim: Arsacius) foi um alto sacerdote romano do século IV. Ativo na Galácia, em 362, foi destinatário da epístola 84 do imperador Juliano, o Apóstata (r. 361–363) em apoio a sua restauração do paganismo. Talvez possa ser identificado com o gálata mencionado pelo sofista Libânio em 358 na epístola 386.